# Xã Irving, Michigan
Xã Irving (tiếng Anh: Irving Township) là một xã thuộc quận Barry, tiểu bang Michigan, Hoa Kỳ. Năm 2010, dân số của xã này là 3.250 người.